# Найл (Вашингтон)
Найл (англ. Nile) — переписна місцевість (CDP) в США, в окрузі Якіма штату Вашингтон. Населення — 146 осіб (2020).

## Географія
Найл розташований за координатами 46°50′12″ пн. ш. 120°56′43″ зх. д. / 46.83667° пн. ш. 120.94528° зх. д. (46.836679, -120.945411).  За даними Бюро перепису населення США в 2010 році переписна місцевість мала площу 1,98 км², уся площа — суходіл.

## Демографія
Згідно з переписом 2010 року, у переписній місцевості мешкало 140 осіб у 61 домогосподарстві у складі 43 родин. Густота населення становила 71 особа/км².  Було 93 помешкання (47/км²).
Расовий склад населення:
| - 95,7 % — білих - 0,7 % — чорних або афроамериканців - 3,6 % — осіб інших рас |

До двох чи більше рас належало 0,0 %. Частка іспаномовних становила 4,3 % від усіх жителів.
За віковим діапазоном населення розподілялося таким чином: 17,1 % — особи молодші 18 років, 55,0 % — особи у віці 18—64 років, 27,9 % — особи у віці 65 років та старші. Медіана віку мешканця становила 51,4 року. На 100 осіб жіночої статі у переписній місцевості припадало 112,1 чоловіків;  на 100 жінок у віці від 18 років та старших — 107,1 чоловіків також старших 18 років.
Цивільне працевлаштоване населення становило 7 осіб. Основні галузі зайнятості: виробництво — 100,0 %.